# Passage de l'Argue
Cet article concerne le Passage de l'Argue. Pour le Petit passage de l'Argue, voir Petit passage de l'Argue.

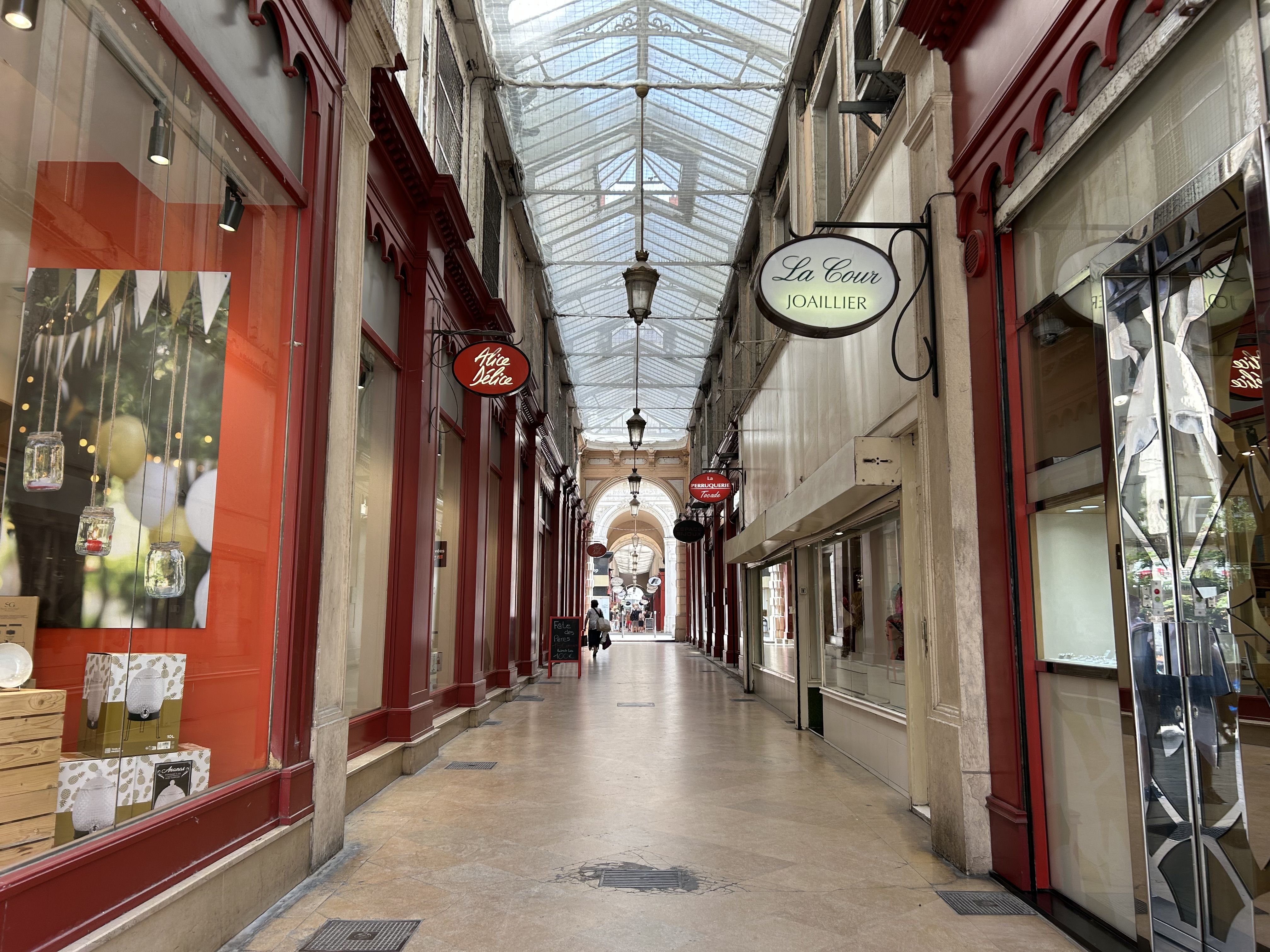
Intérieur du passage de l'Argue en 2025, depuis la place des Jacobins.

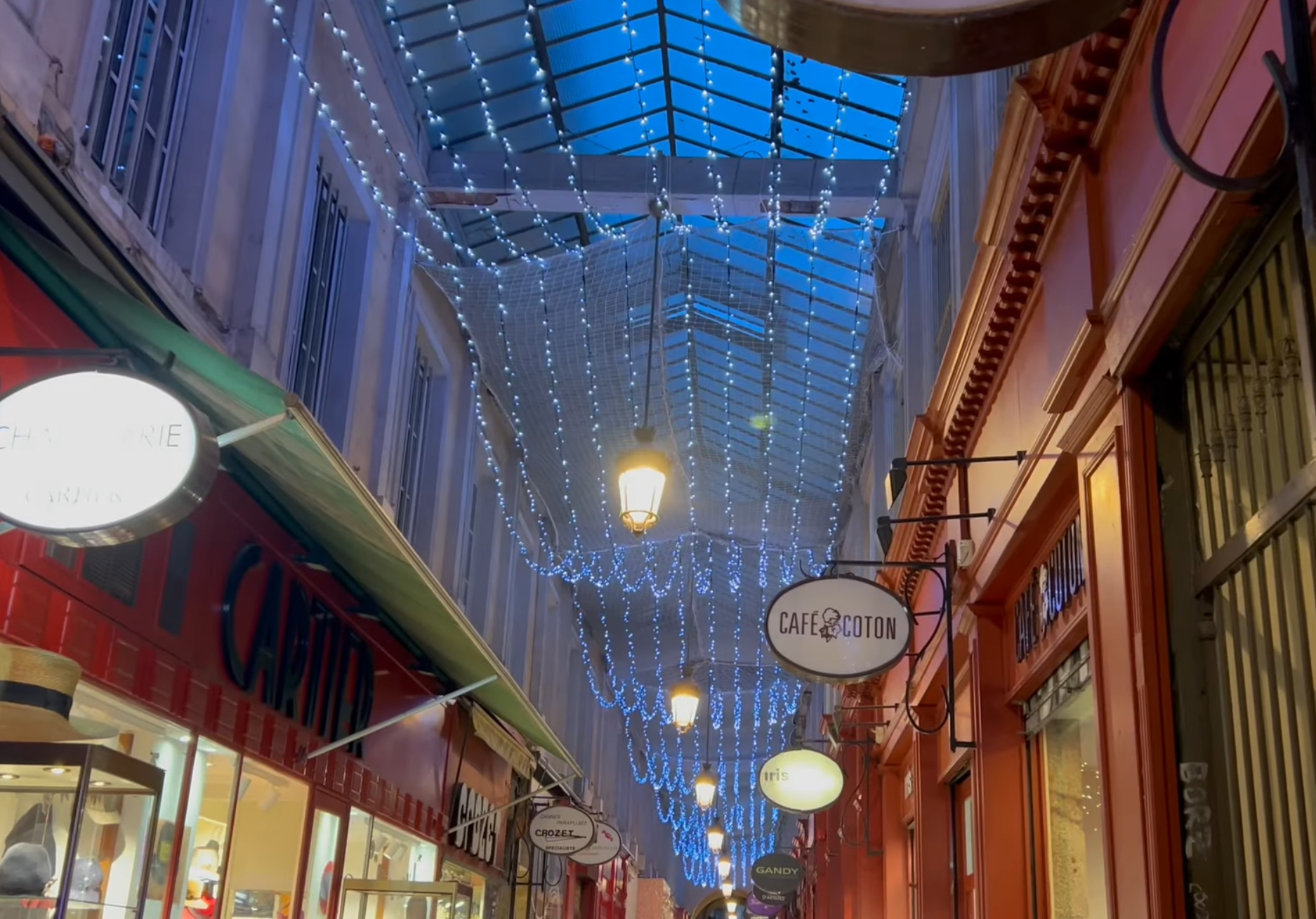
Le passage illuminé à l’occasion des illuminations des fêtes de fin d'année en 2023.

Le passage de l'Argue est un passage couvert situé dans le quartier de Bellecour, dans le 2e arrondissement de Lyon, qui relie le 43 rue de Brest au 40 rue de la République, en traversant la rue Édouard-Herriot. Il présente l'une des plus anciennes arcades de France en Province, construite sur le même modèle que ceux de Paris desquels il est contemporain. Célèbre et de réputation huppée à Lyon, le passage joue un rôle significatif dans le commerce de la Presqu'île de la ville. Il y a aussi le petit passage de l'Argue, qui formait à l'origine une partie du principal passage de l'Argue avant que la rue de Brest ne le traverse, et qui permet aussi de sortir par la rue Thomassin, quand il est ouvert. Entièrement pédestre, le passage abrite principalement des commerces luxueux.

## Histoire
Le mot argue (qui provient du grec arguros signifiant « argent » en français) fait référence à un outil à filer l'or et l'argent pour le destiner aux tissus précieux, et désigne également par métonymie l'atelier du tireur d'or. Pour empêcher la contrefaçon, il y avait deux bureaux d'argent en France, l'un à Paris, l'autre à Lyon, lequel était situé dans la rue de la Monnaie, à proximité du passage de l'Argue.
Le passage était déjà mentionné sur la carte de la ville réalisé en 1740 par Claude Séraucourt, mais était alors une rue étroite et insalubre composée de quinze ateliers de tissage. Il y avait aussi un atelier de monnaie qui a disparu à la fin du XVIIIe siècle, puis a été rétabli par le Directoire français en 1798. Les maisons qui étaient présentes à cet endroit furent achetées et démolies par M. Coste, Casati, Dugueyt, et Millon dans le but d'y faire reconstruire un passage en 1825 par l'architecte Vincent Farge ; il fut rouvert en 1828. Originellement, le passage reliait la rue Royale (actuelle rue de la République et ex-rue Impériale) à la rue de Brest. En 1834, lors de la révolte des canuts, les Républicains se cachèrent dans le passage qui fut alors complètement détruit : vitres brisées, magasins démolis et biens pillés,, etc. En novembre 1840, il fut totalement inondé après de violentes pluies.
Bien que cela ne fût pas courant à l'époque, l'électricité au gaz y fut introduit très rapidement : en effet, en octobre 1828, Delorme demanda l'installation d'un gazomètre dans le passage, le gaz utilisé étant préparé dans un atelier situé dans la rue Tupin-Rompu. De plus, tant l'éclairage que l'entretien du dallage du passage furent généreusement supportés par la ville de Lyon. Une ordonnance de 1828 a interdit toute vente aux enchères à l'intérieur du passage.
Le passage de l'Argue a abrité de nombreux bâtiments remarquables. Il s'y trouvait notamment l'Atelier de l'Argue, qui a disparu à la fin du XVIe siècle mais a été réinstallé à la suite d'un décret du 15 mai 1798 ; par la suite, il a été transféré dans la rue de la Savoie. Le 2 mars 1828, les autorités civiles et militaires participèrent à l'inauguration du Café-Théâtre, lequel appartenait à M. Seguin; ce théâtre avait une salle circulaire, deux colonnes corinthiennes et ioniques avec deux entablements et un plafond avec de riches et élégants lustres et ornements ; toutefois, malgré une forte fréquentation, le théâtre ferma pour cause de banqueroute. En 1836, un restaurant renommé dirigé par Caillot, puis en 1860 le théâtre des Bouffes Lyonnaises, ouvrirent successivement. En 1862, Louis Josserand et son épouse Gabrielle Avocat ouvrirent un théâtre du Guignol et, en 1899, les premières représentations de la marionnette furent données dans le petit passage de l'Argue, tout près du passage actuel.
Parmi les personnalités célèbres ayant vécu dans ce passage figurent les peintres Julian Gubian (1834) et Perignon (1840).

## Architecture et monuments
En 1836, le passage comptait 96 arches à fermetures uniformes. La partie nord était composée de deux étages élevés, tandis que la partie sud jusqu'à la rotonde n'avait qu'un seul étage ; quant à l'entrée, elle était formée par un arc dont l'archivolte était soutenue par des colonnes doriques.
Le passage présente un type particulier d'architecture à Lyon et ressemble à ceux des galeries italiennes à Rome ou à Milan. Bien que coupé en deux parties par la rue Édouard-Herriot sous le Second Empire en 1860, le passage conserve son authenticité tant sur le plan de la décoration que sur celui de la construction.

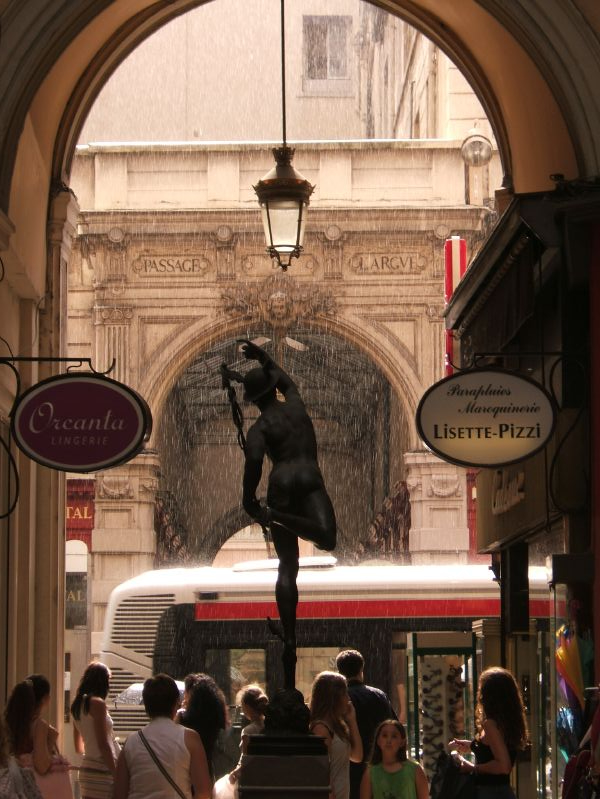
La troisième statue de Mercure, volée en 2011, avec la rue du Président-Édouard-Herriot en arrière-plan.

Les quatre grands porches d'entrée et de sortie sont de style néo-classique, la suite étant située sous une verrière ornée d'une enfilade de lanternes. Les encadrements des commerces sont en bois, avec une volonté d'homogénéité stylistique. Le passage est composé de magasins de tous types mais surtout des articles de luxe, à savoir des montres, des pipes, des sacs, des accessoires d'habillement (chapeaux, chaussures), des cadeaux et des articles de décoration.
Trois petites statues du dieu romain protecteur des marchands et des voyageurs Mercure élancé, aux pieds ailés, ont été successivement érigées sur la rotonde centrale, mais pas tout à fait à la même place. La première statue a été volée en 1902 ; la seconde a été fondue par les Allemands pour en faire des canons lors de la Seconde Guerre mondiale ; la troisième — volée trois jours après son inauguration en avril 1995 — a été remise en place en octobre 1996 et de nouveau volée quinze ans plus tard en 2011. Cette troisième statue — comme la deuxième avant elle — est la reproduction de Mercure volant — un sculpture de style Renaissance italienne — de Giambologna. L'attribution des deux griffons sculptés aux écoinçons de l'accès oriental sur la rue Édouard-Herriot au sculpteur italien Rodolphe Galli (1840-1863) est précisée par la signature sur le trumeau immédiatement à droite de l'arc au premier étage.
La troisième statue, volée, a depuis été remplacée par une structure en forme de cœur, couverte d’une mosaïque composée de carreaux et de miroirs.

## Reconnaissance
Le passage est devenu très huppé au fil des années et a acquis une certaine notoriété. Son architecture lui valut d'être particulièrement apprécié comme le prouve le fait que, selon certaines sources, les deux tiers des magasins étaient déjà loués avant son ouverture. Il fut l'objet de propos élogieux : par exemple, il a été décrit comme « un lieu de refuge, pour marcher pendant les soirées d'hiver et les jours de pluie, et un embellissement ainsi qu'une commodité pour l'ensemble de la population de la ville », et fut considéré comme une source de régénération pour le quartier, avec un « charme » similaire à celui des passages parisiens.